# Dudo von Weisenau
Dudo von Weisenau (Dudo de Wizenowe) war in der zweiten Hälfte des 12. Jahrhunderts Stadtkämmerer von Mainz und erzbischöflicher Vogt über das Lehen Weisenau, wo er kurz nach der Mitte des 12. Jahrhunderts die Burg Weisenau errichten ließ.

## Leben
Dudo stammte aus dem im 12. Jahrhundert mächtigen Mainzer Ministerialengeschlecht der Meingote, die zu dieser Zeit mehrmals das Amt der Mainzer Stadtkämmerer innehatten. Vor ihm hatte sein Bruder Meingot das Amt innegehabt. Dudo ist mehrfach in dem Zeitraum 1162 bis 1197 urkundlich bezeugt. Das ihm vom Erzbischof verliehene Lehen umfasste neben einem Teil von Weisenau (Wizinowe iuxta Maguntiam) auch die Dörfer Vilzbach, Hechtsheim und Laubenheim. In Weisenau errichtete Dudo eine Burg und nannte sich ab diesem Zeitpunkt Dudo von Weisenau. Als Haupt der Familie Meingote in der zweiten Hälfte des 12. Jahrhunderts war er wohl auch in die Auseinandersetzungen seines Geschlechts mit dem Erzbischof Arnold von Selenhofen verwickelt, die 1160 in der Ermordung des Erzbischofs im Rahmen eines Aufstands von Mainzer Ministerialen, Bürger und Kleriker unter Anführung durch die Meingote gipfelten.
Dudo scheint aber keinen dauerhaften Strafmaßnahmen des Kaisers Friedrich I. Barbarossa unterlegen zu haben. Im Gegenteil, das Geschlecht der Meingote erreichte unter Arnolds Nachfolgern Christian I. von Buch und Konrad I. von Wittelsbach den Höhepunkt seiner Macht. So konnte Dudo auch irgendwann in dem Zeitraum zwischen 1153 und 1183 eine eigene Burg in seiner Vogtei Weisenau erbauen. Nach der Erbauung musste Dudo die Burg allerdings dem Kaiser zum Lehen antragen, obwohl im Machtbereich des Mainzer Erzbischofs gelegen. Damit dehnte Kaiser Friedrich I. seinen eigenen Machtbereich bis direkt vor die Tore von Mainz aus und Dudo erwirkte möglicherweise für sich und sein Geschlecht die Gnade des Kaisers nach den Vorgängen von 1160. Der Mainzer Erzbischof Konrad von Wittelsbach konnte aber später vom Kaiser die Rückgabe der Burg an den noch lebenden Dudo durchsetzen.
Dudo, Sohn von Dudo und Gisela, hatte zwei Söhne, Embricho und Christian. Letzterer war erst Propst von St. Viktor, später von 1249 bis 1251 als Christian II. von Bolanden (eigentlich: Christian von Weisenau) Erzbischof von Mainz. Das Geschlecht derer von Weisenau starb bereits 1215 mit Embricho V. aus. Da Dudo mit Werner II. von Bolanden verschwägert war, ging sein Besitz nach dem Aussterben des Geschlechts 1215 in die Hände derer von Bolanden über.